# Ган ван Мегерен
Генрікус Антоніус «Ган» ван Мегерен (поширений помилковий варіант передавання: Меєгерен) (нід. Henricus Antonius van Meegeren, нід. вимова: [ɦɛnˈrikɵs ɑnˈtoːniɵs ˈɦɑn vɑn ˈmeːɣərə(n)]; *10 жовтня 1889, Девентер—30 грудня 1947, Амстердам, Нідерланди) — нідерландський живописець, портретист, один з найвідоміших фальсифікаторів XX століття, що прославився підробкою картин Вермера Делфтського та Пітера де Гоха. За оцінками, ван Мегерен обдурив покупців, серед яких був і уряд Нідерландів, на суму, еквівалентну понад 30 млн доларів у сьогоднішніх грошах. Визнання ван Мегерена фальсифікатором набуло широкого розголосу в світі мистецтва. Він набув слави «людини, яка обманула Герінга».
У дитинстві ван Мегерен захоплювався картинами епохи Золотої доби Голландії і мріяв стати художником. Коли мистецтвознавці розкритикували його роботи, він відчув, що вони знищили його кар'єру. Тож щоб довести свій талант, він вирішив зайнятися підробкою картин найвідоміших художників світу, зокрема Франса Галса, Пітера де Гоха, Герарда тер Борха та Яна Вермера. Ван Мегерен настільки добре відтворював стилі та кольори художників, що найкращі мистецтвознавці та експерти того часу визнавали його роботи за справжні. Найвідомішою підробкою Гана стала «Вечеря в Еммаусі», створена в 1937 році, коли він мешкав на півдні Франції. Ця картина була визнана рядом провідних світових експертів як найкращий твір Вермера.
Під час Другої світової війни багаті голландці, бажаючи запобігти розпродажу голландського мистецтва Адольфу Гітлеру та нацистам, скуповували підробки Ван Мегерена. Тим не менше, підроблений Вермер (картина «Христос і судді») опинився в розпорядженні рейхсмаршала Германа Герінга. Після закінчення війни підробка була виявлена серед майна Герінга, що стало приводом для арешту ван Мегерена. 29 травня 1945 року він був заарештований як співавтор, оскільки слідчі вважали, що він продавав нідерландські культурні цінності нацистам. За це йому загрожувало покарання у вигляді смертної кари, тому ван Мегерен зізнався у підробці. Судовий процес, хоча й тривав недовго, проте набув широкого розголосу. 12 листопада 1947 було оголошено вирок — ван Мерген був визнаний винним у фальсифікації і шахрайстві та був засуджений до скромного покарання: ув'язнення терміном на один рік. Проте сісти у в'язницю йому не судилось: Ган переніс серцевий напад і помер 30 грудня 1947 року.

## Біографія

### Дитинство
Ган ван Мегерен був третьою дитиною з п'яти у сім'ї викладача англійської мови та історії Делфтського педагогічного училища Генрісіуса та Августини. У школі Мегерен захопився малюванням, де його вчителем був Бартус Кортелінг — талановитий майстер живопису, який, проте, не користувався популярністю. Він привив молодому учневі любов до мистецтва, яке обмежувалось періодом до кінця XVII століття, коли художники ще самотужки виготовляли фарби. Батько ван Мегерена не підтримував таку пристрасть сина, оскільки хотів дати йому належну освіту. Зрештою, вони прийшли до компромісу: Ган вирішив вступити до Делфтського технічного університету на курс архітектури.

### Юність

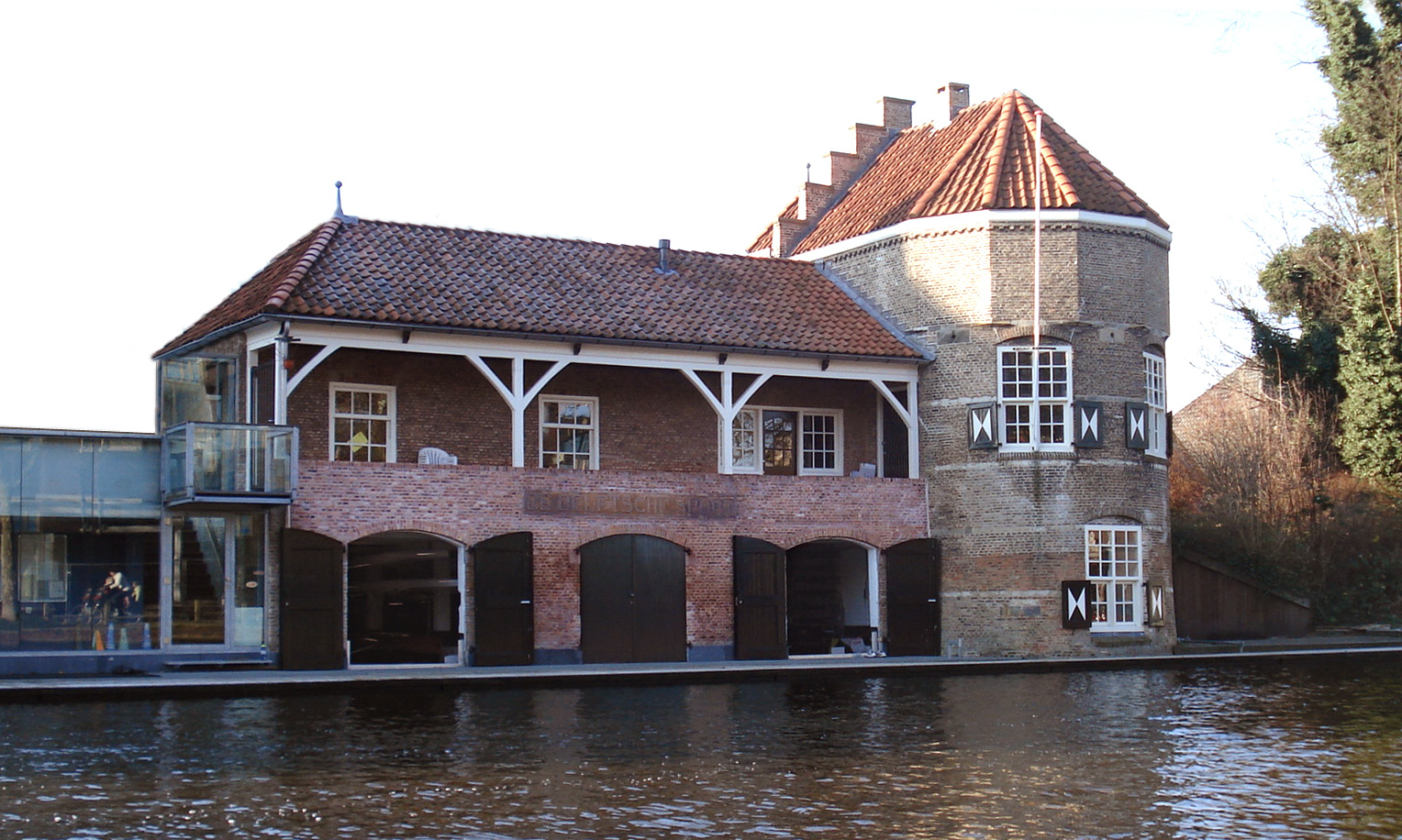
Будівля яхт-клубу (зліва, прибудована до існуючої башти міських укріплень), запроектована ван Мегереном під час навчання у Делфтському університеті

Навчання в університеті ван Мегерен суміщує з відвідуванням школи витончених мистецтв. Літні канікули він проводить у свого вчителя Кортелінга. В цей період остаточно формується стиль ван Мегерена як художника. Влітку 1911 року, після закінчення четвертого курсу, він знайомиться з Анною де Вогт. Весною наступного року вони одружуються, незважаючи на заперечення батька молодого, оскільки молода була вже на той момент вагітна. Подружжя переїжджає мешкати у Рейсвейк, до бабусі Анни.

### Кар'єра
У таких умовах ван Мегерен, а йому на той момент виповнилось 23 роки, починає продавати перші картини. Ціни за перші роботи невисокі, але Ган, підтримуваний дружиною, замислюється над тим, щоб стати професійним художником. 23 серпня 1912 року, в Рейсвейку, у ван Мегерена народжується син Жак, майбутній художник.
У Гана залишається все менше часу для навчання. У Делфті раз у п'ять років проводився конкурс серед художників, переможець якого окрім грошової винагороди отримує популярність та визнання. Ван Мегерен вирішує спробувати. Для участі у конкурсі він вирішує написати картину аквареллю. Сюжетом для полотна служить інтер'єр церкви Сен-Лоран в Роттердамі. Робота над аквареллю займає практично увесь час, тому ван Мегерен провалює випускні іспити в університеті. Батько позичає йому гроші для закінчення навчання.
На конкурсі «Інтер'єр церкви Сен-Лоран» займає перше місце, а сам художник отримує премію у 1000 гульденів. Ган ван Мегерен стає місцевою знаменитістю. Він дорого продає свій витвір, а також інші картини, які зросли в ціні. Ван Мегерен остаточно вирішує стати художником та залишає навчання в університеті. Проте він прагне забезпечити собі стабільне становище  у суспільстві, для чого вступає в академію витончених мистецтв в Гаазі. 4 квітня 1914 року він отримує звання майстра мистецтв. На той момент йому виповнилось 25 років. Розпочинається Перша світова війна.
Ван Мегерену запропонували роботу в академії — посаду помічника професора Гіпса. Тут він отримував скромну платню у вигляді 75 гульденів на місяць, проте мав час для творчих пошуків. У березні 1915 року в нього народилась друга дитина — донька Пауліна.
Перша виставка робіт Гана пройшла в Гаазі з квітня по травень 1917 року. У грудні 1919 року він був обраний до клубу «Haagse Kunstkring» — ексклюзивного середовища письменників та художників, які зустрічалися один раз на тиждень на території Ріддерзалу. У своїй студії в Гаазі, розташованій навпроти Королівського палацу Гейс-тен-Бос, ван Мегерен часто замальовував ручних косуль, що належали принцесі Юліані. Він зробив багато нарисів та замальовок із оленя, а у 1921 році написав «Hertje», яка стала дуже популярною в Нідерландах.
У цей період він часто здійснював поїздки до Бельгії, Франції, Італії та Англії, де здобув собі ім'я як талановитий портретист. Він заробляв великі гонорари, малюючи портрети англійських і американських світських людей, які проводили свої зимові канікули на Лазурному узбережжі.
На думку дослідників, невірність ван Мегерена стала причиною для розпаду їхнього шлюбу з Анною де Воогт; вони розлучилися 19 липня 1923 року. Анна разом з дітьми переїхала до Парижа, де, час від часу, їх навідував ван Мегерен. У 1928 році він знову одружився, у Верденії, з актрисою Джоанною Терезією Орлеманс, також відомою під сценічним ім'ям Джо ван Валравен, з якою жив протягом наступних трьох років. Джо раніше була одруженою з мистецтвознавцем та журналістом Карелом де Буром, доньку від шлюбу з яким — Віолу, вона забрала в будинок ван Мегерена.

## Підробки

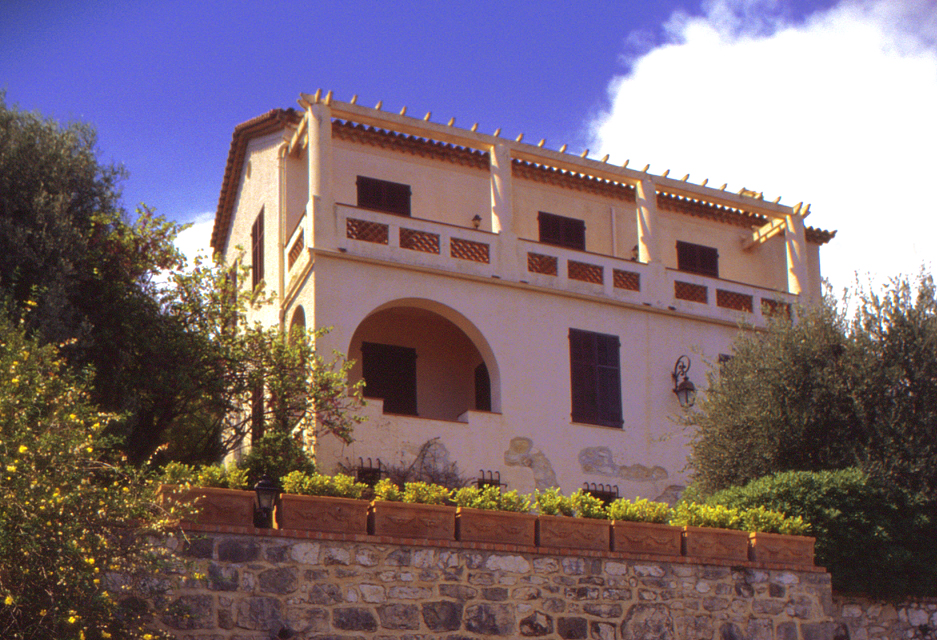
Вілла «Весна» на Лазурному узбережжі Франції, в якій проживав ван Мегерен у 1932-1938 роках та де була написана картина «Христос в Еммаусі»

Першою підробкою ван Мегерена стала власна ж картина «Інтер'єр церкви Сен-Лоран», яку він намагався продати іноземцю-колекціонеру, видавши за оригінальну. Художник просив за неї 1000 гульденів, проте його дружина переконала сказати покупцю правду, що це лише копія картини. Клієнт, дізнавшись про це, заплатив за полотно у 20 разів менше. Це, можливо, спонукало ван Мегерена до написання картин-підробок.
Першими серйозними підробками ван Мегерена стали дві картини Франса Галса, написані 1923 року. Відомий колекціонер Хофштеде де Грот (C.Hofstede de Groot) спочатку придбав одне полотно, а згодом, після позитивних рекомендацій власника аукціонного дому Fred.Muller&Co, і друге. Проте, він вирішив перевірити автентичність останньої. Експертиза показала численні недоліки: при її створенні були використані сучасні барвники, склад клею не відповідав справжньому. Оскільки картини були продані через посередників, ім'я ван Мегерена при викритті підробок згадане не було.
Наступна робота стала справді грандіозною. Коли відомі тогочасні критики звинуватили ван Мегерена у ретроградстві, реакціонерстві та бездарності, здатному лише наслідувати старих художників, він вирішив їм помститись. Для цього він обрав творчість Яна Вермера, оскільки той був його улюбленим художником. На вибір вплинуло також те, що творчість Вермера є недостатньо досліджена і по сьогодні. Більшість картин Яна написані у приміщеннях, де фоном служить лише 5 приміщень (орієнтовно, кімнати його будинку). Майже на всіх його роботах зображені прості люди: селяни, швачки, солдати, тощо. «Неканонічних» сюжетів всього три: «Свята Пракседа», «Діана і німфи» та «Христос в будинку Марфи та Марії». На початку XX століття у знавців побутувала думка, що Вермер свого часу їздив до Італії, де зміг бачити полотна епохи Відродження, написані яскравими фарбами, оскільки такі насичені кольори можна зустріти на його картинах.
Склавши це все разом та враховуючи попередій невдалий досвід, ван Мегерен вирішив створити картину появлення воскреслого Ісуса двом учням в Еммаусі. Робота над картиною тривала довгих чотири роки. Ган врахував усі деталі. Для того, щоб отримати чорний колір він використовував сажу від спалювання виноградної лози. Для висушування фарб він власноруч змайстрував електросушарку. У 1932 році робота була завершена — на світ з'явився «Христос в Еммаусі».
Для того, щоб легалізувати роботу, ван Мегерен вигадав цікаву історію. Оскільки сам він не міг звернутись до мистецтвознавців (відразу здогадались би про підробку), то попросив про допомоги доктора Бона, відомого адвоката та колекціонера живопису. Він розповів йому цікаву історію про якусь Маврику, останню представницю старовинного голландського роду, яка прагнула продати частину картин з сімейної колекції. Серед цих картин Ган нібито і виявив «Христа в Еммаусі» і визнав, що це, можливо, полотно Вермера. Але оскільки сам він в силу давньої ворожнечі звернутися до Бредіуса (директора Мауріцгейсу) за експертизою не може, то просить Бона про сприяння. Від такої привабливої пропозиції важко було відмовитися, і доктор Бон представив картину на суд 83-річного мистецтвознавця. Експертиза тривала дві доби — Бредіус оглянув полотно, раму, навіть цвяхи, якими полотно було прибите до підрамника, не говорячи про фарби. Підсумком стала видача відповідного сертифіката про справжність картини. Невдовзі картину виставили на експозицію в Мауріцгейсі. Ван Мегерен прийшов на цю виставку, став перед картиною та заявив, що це підробка. Очевидно, що йому ніхто не повірив. На продажі картини музею він зміг заробити майже 350 тис. гульденів. На виручені кошти він придбав собі віллу «Літо» на Лазурному узбережжі.
Наступною підробкою стала картина «Інтер'єр з п'ющими» роботи нібито де Гоха, потім «Голова Христа» та «Тайна вечеря» роботи Вермера. За ці три полотна він отримав орієнтовно 1,8 млн. гульденів.
Останньою підробкою для ван Мегерена стала картина «Омовіння ніг», яка стала найменш якісною в технічному плані. Незважаючи на це, картину придбав найбільший нідерландський музей — Рейксмузей в Амстердамі.
Загалом він створив щонайменше 6 полотен «Вермера» та 2 «Пітера де Гоха».

## Арешт
Наприкінці травня 1945 року в будинок Мегерена в Амстердамі завітали працівники державної служби безпеки, які перевіряли, як «Христос і блудниця» потрапили до Германа Герінга. Вони і не здогадувались, що картина сфальсифікована, просто прагнули знайти її справжнього власника, а Ган проходив у ланцюжку перепродажів як один із перекупників. Він не зміг вигадати нічого кращого як те, що картину йому доручили продати представники одного знатного італійського сімейства.
«Христос і блудниця» були виявлені разом з іншими роботами старих майстрів в одній з соляних шахт Альт-Аусзе в Австрії, де Герінг ховав свої скарби. В тому, що це робота Вермера ніхто не сумнівався, тому 29 травня 1945 року Ган ван Мегерен був заарештований за співпрацю з окупантами. Через півтора місяці після затримання, художник зізнався у тому, що ця картина є підробкою, а він — її автор. Це викликало великий резонанс у суспільстві, спочатку навіть деякі експерти почали вважати ван Мегерена автором усіх картин Вермера. Для підтвердження своїх слів, Ган запропонував намалювати нову картину на будь-яку тему. Слідчі дозволили ван Мегерену працювати над полотном вдома в присутності двох поліцейських. Сюжетом картини став епізод «Ісус з учнями». Враховуючи стан художника, результат виявився не зовсім переконливим. Остаточним доказом став виявлений на віллі «Літо» шматок підрамника, який був використаний під час роботи над «Христом в Еммаусі» — збіглися не лише вікові кільця деревини, але й ходи жука-деревоточця.

## Суд
Судовий процес над Ганом ван Мегереном розпочався 29 жовтня 1947 року. Прокурор визнав, що підробкою картин художник зайнявся з кори́сливих мотивів, а не з мотивів визнання його таланту, оскільки він сам не признався у підроблюванні. Максимальний термін, який йому загрожував — 4 роки, проте, враховуючи стан підозрюваного, прокурор запропонував зменшити його вдвічі. Натомість адвокат ван Мегерена стверджував, що з юридичної точки зору ніякого шахрайства при продажі не було, оскільки рішення про приналежність картини Вермеру виносили експерти, а сам його підзахисний нічого такого не стверджував і до покупки нікого не підбивав. І експерти, і покупці діяли виключно з доброї волі.
Вирок був озвучений 12 листопада. Суд визнав ван Мегерена винним та встановив йму покарання у вигляді одного року позбавлення волі. Художник рішення не оскаржував, натомість подав клопотання про помилування королеві. Відповіді він так і не дочекався — 30 грудня 1947 року ван Мегерен помер у лікарні від серцевого нападу. Як і його кумир — Вермер Делфтський.

## Спадщина

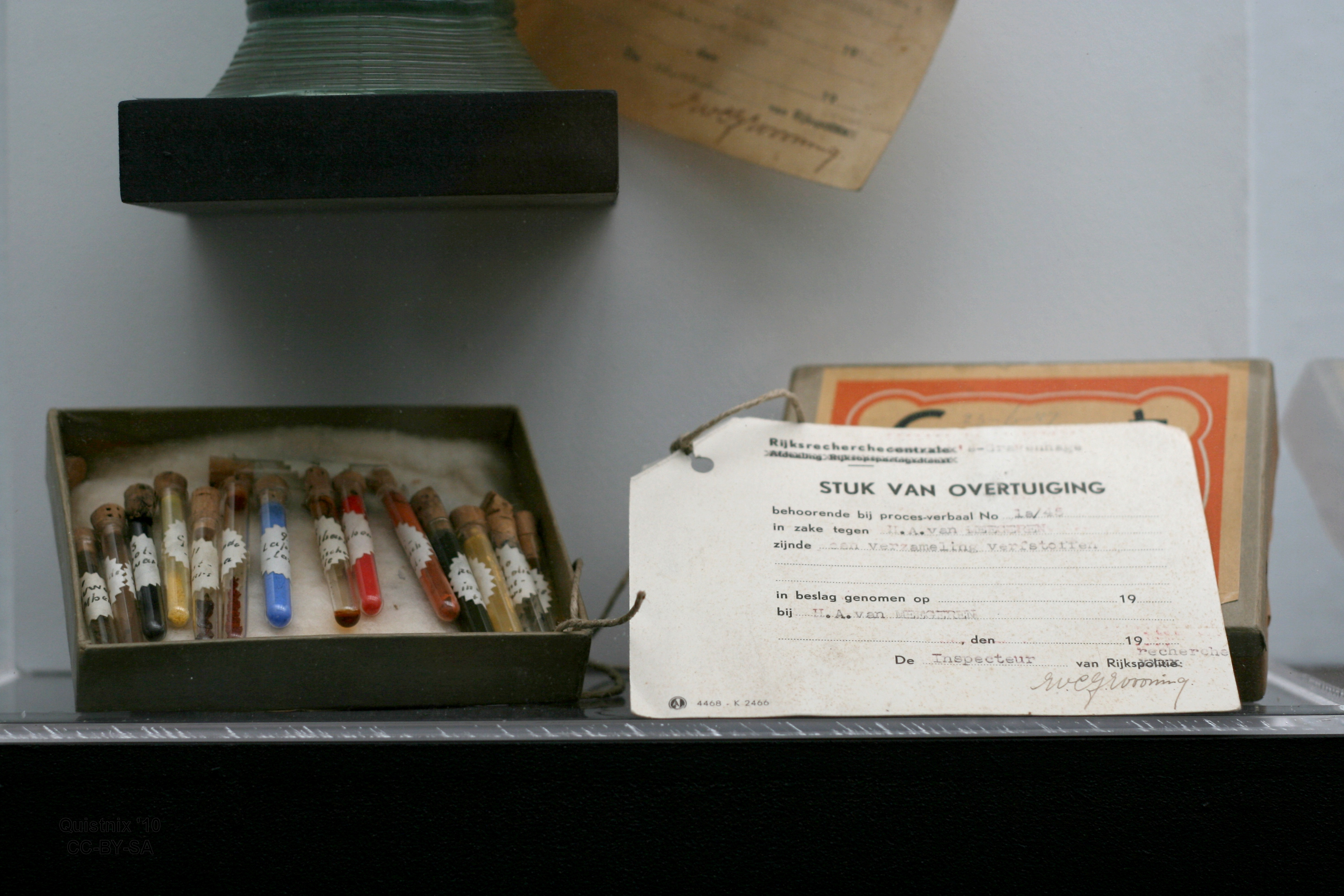
Колекція пігментів ван Мегерена, що експонується у музеї Бойманса.

- Підробки ван Мегерена після його смерті знищені не були. Вони зберігаються у музеях та іноді експонуються. «Христос і блудниця» з колекції Герінга зберігається у музеї Бойманса  в одному залі з картинами Пікассо.
- Афера ван Мегерена стала предметом декількох пригодницьких романів;
- Художник на ім'я ван Мегерен фігурує у фільмі Пітера Гріневея «Зет і два нулі» (1985).
- ван Мегерен згаданий у фільмі «Як украсти мільйон» (1966) в сцені, наступній за підписанням контракту на страховку Венери Челліні.
- «Подвійне життя Вермера» Луїджі Гуарньері.

## Цікаві факти
- Оскільки ван Мегерен підробляв картини, написані на 3 століття раніше, йому доводилось використовувати інноваційні рішення. Зокрема, для утворення на полотні кракелюрів, тонких тріщин фарби, що вказують на вік картини, він протягом двох годин висушував картину в спеціально збудованій пічці при температурі 105 °C.[12]